# Pareulype directaria
Pareulype directaria är en fjärilsart som beskrevs av Ludwig Carl Friedrich Graeser 1889. Pareulype directaria ingår i släktet Pareulype och familjen mätare. Inga underarter finns listade i Catalogue of Life.